# Lowball
Lowball är ett pokerspel som spelas som mörkpoker men där lägsta i stället för högsta handen vinner potten. 
Beroende på hur man definierar "lägsta handen" finns det tre huvudvarianter av detta spel: 
- California lowball, (Ace-Five lowball), Varken stege eller färg räknas. Ess räknas lågt. Den lägsta (dvs bästa) handen är därmed 5432A.
- Kansas City lowball, (Deuce-Seven lowball), Både stege och färg räknas. Ess räknas högt. Den lägsta handen är därmed 75432.
- English lowball. Både stege och färg räknas men ess får räknas lågt. Lägsta handen är därmed 6432A.

För att skilja händer åt tittar man först på vem som har lägst högstakort, därefter på vem som har lägst näst högsta kort och så vidare. Till exempel är 96543 lägre än 9732A. Detta gör att en lowball-hand benämns efter sitt högsta kort. Till exempel kallas 8632A för en 8 låg (8 low) medan en 75432 kallas 7 låg hand.
Ibland spelas olika pokervarianter (oftast Omaha hold'em och Sjustöt) som high-low split, där högsta och lägsta handen delar på potten. Där spelas ofta high-low split 8 or better, vilket innebär att den låga handen måste vara en 8 låg eller bättre (lägre) för att räknas. Om ingen hand uppfyller kvalifikationerna för låg vinner den bästa (höga) handen hela potten.
Ett annat liknande spel är Badugi, där varje spelare dock bara får fyra kort.